# 金城大学短期大学部
金城大学短期大学部（きんじょうだいがくたんきだいがくぶ、英語: Kinjo University Junior College）は、石川県白山市笠間町1200に本部を置く日本の私立大学。1904年創立、1976年大学設置。大学の略称は金短。

## 概観

### 大学全体
- 石川県白山市に所在する日本の私立短期大学で、設置主体は学校法人金城学園[1]。
- 1976年に金城短期大学（きんじょうたんきだいがく）として開学された。学科体制は開学当初から3学科で、1998年度より専攻科が設置されている[注 3]。同敷地内に四年制の金城大学（社会福祉学部）が並立されている。

### 教育および研究
- ビジネス実務学科
  - フードビジネスコース
  - ビジネス総合コース
  - メディカル秘書コース
  - ホテル・観光コース
- 美術学科
  - 油画・日本画コース
  - マンガ・キャラクターコース
  - デザイン・ビジネスコース
  - ゲーム・映像コース
  - ファッション・スタイリストコース
  - 染色・陶芸コース
  - インテリア・コーディネートコース
- 幼児教育学科
  - 幼稚園教諭免許と保育士資格の同時取得が可能である。

### 学風および特色
- 金城大学短期大学部は2006年度、財団法人短期大学基準協会における第三者評価の結果、「適格」認定を受けている。これは、石川県の短大で初めてのこと。

## 沿革
- 1904年
  - 金城遊学館を創設する。
- 1905年
  - 金城女学校を設置する。
- 1924年
  - 金城高等女学校を設置する。
- 1948年
  - 金城高等学校を設置する。
- 1961年
  - 金城家庭専門学校を開校する。
- 1968年
  - 金城幼稚園教育専門学校を創設する。
- 1971年
  - 金城幼稚園教育専門学校を金城保育学院に改称する。
- 1975年
  - 金城家庭専門学校を廃止する。
- 1976年]
  - 1月10日 左記を以て文部省[注 4]より短期大学の設置が認可される[注 5]・
  - 4月1日 金城短期大学が以下の学科体制にて開学[4]。
    - 幼児教育科 入学定員100名[注釈 1]
    - 美術科 入学定員50名[注釈 1]

  - 5月1日 学生数[6]/定員
    - 幼児教育科 198[注釈 2]/100
    - 美術科 75[注 6]/50
- 1977年
  - 金城保育学院を廃止する。
- 1982年
  - 4月1日 幼児教育科の入学定員を100→150に増員[注 7]
  - 5月1日 学生数[11]/定員
    - 幼児教育科 314[注釈 2]/250
    - 美術科 149[注 8]/100
- 1984年
  - 4月1日 以下の学科を増設する[注 9]。
    - 秘書科 入学定員100名[注 10]

  - 5月1日 学生数[16]/定員
    - 幼児教育科 276[注釈 2]/300
    - 美術科 92[注釈 3]/100
    - 秘書科 ？[注 11]/100
- 1985年
  - 5月1日 学生数[17]/定員
    - 幼児教育科 186[注釈 2]/300
    - 美術科 84[注 12]/100
    - 秘書科 176[注釈 2]/200
- 1986年
  - 5月1日 学生数[18]/定員
    - 幼児教育科 190[注釈 2]/300
    - 美術科 103[注 13]/100
    - 秘書科 192[注釈 2]/200
- 1987年
  - 5月1日 学生数[19]/定員
    - 幼児教育科 239[注釈 2]/300
    - 美術科 109[注 14]/100
    - 秘書科 242[注釈 2]/200
- 1991年 
  - 4月1日 学科名を以下の通り改称[注 15]。
    - 幼児教育科→幼児教育学科
    - 美術科→美術学科 入学定員を50→80に増員[注釈 4]
    - 秘書科→秘書学科 入学定員を100→150に増員[注釈 4]

  - 5月1日 学生数[24]/定員
    - 幼児教育学科 374[注釈 2]/300
    - 美術学科 190[注 16]/130
    - 秘書学科 332[注釈 2]/250
- 1992年
  - 5月1日 学生数[注 17]/定員
    - 幼児教育学科 366[注釈 2]/300
    - 美術学科 214[注 18]/160
    - 秘書学科 374[注釈 2]/300
- 1995年
  - 4月1日 幼児教育学科と秘書学科を男女共学とし、全学科共学となる[注 19]。
- 1995年
  - 5月1日 学生数[28]/定員
    - 幼児教育学科 313[注 20]/300
    - 美術学科 211[注 21]/160
    - 秘書学科 365[注釈 3]/300
- 1998年
  - 4月1日 専攻科の設置が認められ、以下の課程を設ける[29]。
    - 福祉専攻 入学定員40名
- 1999年
  - 5月1日 学生数[30]/定員
    - 幼児教育学科 385[注 22]/300
    - 美術学科 150[注 23]/160
    - 秘書学科 289[注 24]/300
- 2000年
  - 4月1日 金城大学短期大学部に変更する[31]。
- 2001年
  - 4月1日 秘書学科をビジネス実務学科に名称変更する[32]。
- 2003年
  - 4月1日 学科の入学定員を以下の通り変更する[33]。
    - 美術学科 80→65
    - ビジネス実務学科 150→135
- 2004年
  - 4月1日 別科の設置が認められ、以下の課程を設ける[34]。
    - 留学生別科 入学定員20名
- 2005年
  - 金城学園白山美術館を開館する。
- 2014年
  - 1月 平成26年度大学入試センター試験参加短期大学の1校となる[35]。
- 2015年
  - 1月 平成27年度大学入試センター試験参加短期大学の1校となる[36]。
  - 4月1日 以下については、この年度で学生募集を最終とする[注 25]。
    - 専攻科福祉専攻
- 2016年
  - 1月 平成28年度大学入試センター試験参加短期大学の1校となる[38]。

## 基礎データ

### 所在地
- 石川県白山市笠間町1200

### 象徴
- 右記資料を参照のこと[注 26]

### 交通アクセス
- IRいしかわ鉄道線加賀笠間駅下車、徒歩10分

## 教育および研究

### 組織

#### 学科
- ビジネス実務学科 入学定員150名[1]
- 幼児教育学科 入学定員65名[1]
- 美術学科 入学定員135名[1]

#### 専攻科
- 福祉専攻 入学定員40名[41]

#### 別科
- 留学生別科 入学定員20名[1]

##### 取得資格について
- 保育士資格と幼稚園教諭二種免許状が幼児教育学科にて取得できる。
- 中学校教諭二種免許状（美術）がかつて、美術学科に設置されていた[注 27]。
- 介護福祉士資格が専攻科にて設置されていた[45]。

##### 付属施設
- 金城学園白山美術館（白山市河内）

### 教育
- 特色ある大学教育支援プログラム
  - 「金城キャリア・サポート・プロジェクト」において2004年度に採択されている。
- 質の高い大学教育推進プログラム
  - 「保育人材養成に係る『特化教育』の展開」において2008年度に採択されている。

### 研究
- 『金城紀要』[46]ほか。

## 学生生活

### 部活動・クラブ活動・サークル活動
- 金城大学短期大学部のクラブ活動
  - 体育系：陸上競技・バレーボール・バスケットボール・卓球・野球・バトントワリングほか
  - 文化系：華道・茶道・箏曲・音楽ほか

### 学園祭
- 金城大学短期大学部の学園祭は「金城祭」と呼ばれる。近年では珍しくなった屋外特設ステージでの無料ライブが恒例で、第32回目となる2007年にはET-KINGのライブも行われた。

### スポーツ
- 北陸三県私立短期大学体育大会に参加している。

## 大学関係者と組織

### 大学関係者組織
- 金城大学短期大学部には同窓会組織がある。

### 大学関係者一覧

#### 大学関係者
- 西義之

## 施設

### キャンパス
- 短大には学科毎に校舎がある。
- 自家用自動車700台収容できる駐車場がある。

### 他大学との協定

#### 日本
- 放送大学[47]

#### アメリカ
- リンカーン大学
- コロンビア大学
- ハイデルベルク大学

#### 中国
- 上海大学
- 蘇州市職業大学
- 中国科技経営管理大学

### 系列校
- 金城大学
- 遊学館高等学校

## 社会との関わり
- 2007年能登半島地震への復興支援として、幼児教育学科の学生が着ぐるみ劇を行っている。
- 2009年1月に名古屋大学で行われた2008年度日本ビジネス実務学会中部ブロック研究会「学生プレゼンテーションコンテスト」にてビジネス実務学科の学生が優秀賞を受賞している。

## 卒業後の進路について

### 就職について
- 一般企業への就職先実績としては、石動信用金庫・金沢信用金庫・共栄火災海上保険・コーセー・トステム・北國銀行・レオパレス21など多数あり。幼児教育学科では、幼稚園教諭や保育所および児童福祉施設保育士に就く人が多い。
- ビジネス実務学科、幼児教育学科は100％に近い就職率である。
- 美術学科は70〜80%の就職率であるが就職先は印刷・デザインの他にも一般職、工房など多様であり、またアルバイトをしながらマンガ家を目指す卒業生も多い。
- これまで4人の連載漫画家が誕生した。

### 編入学・進学実績
- 系列の金城大学や金城大学短期大学部専攻科以外では、以下の実績がある。
  - 美術学科：京都精華大学・大阪芸術大学ほか
  - 幼児教育学科：東北福祉大学・梅花女子大学ほか
  - 秘書科&ビジネス実務学科：青森大学・金沢星稜大学ほか